# Економічна інформатика
Економічна-інформатика (ЕІ) або організаційна інформатика — це дисципліна, яка об'єднує інформаційні технології (ІТ), інформатику та концепції управління. Дисципліна ЕІ була створена в Німеччині з концепції Wirtschaftsinformatik. В Австрії, Бельгії, Франції, Німеччині, Ірландії, Нідерландах, Росії, Швеції, Швейцарії, Туреччині — це установча навчальна дисципліна, в тому числі для бакалавра, магістра, диплома та кандидатської програми, і вона заснована в низці інших країн, в тому числі Австралії, Малайзії та Мексиці. ЕІ інтегрує основні елементи з дисциплін управління бізнесом, інформаційних систем та інформатики в одній галузі.

## Економічна-інформатика як інтегративна дисципліна
ЕІ показує подібність до інформаційних систем (ІС), що є добре сформованою дисципліною, що походить із Північної Америки. Однак існує кілька відмінностей, які роблять економічну інформатику унікальною власною дисципліною:
1. Економічна інформатика включає інформаційні технології, як відповідні частини прикладної комп'ютерної науки, у більшій мірі, ніж інформаційні системи.
2. Економічна інформатика включає в себе значні елементи побудови та впровадження. Головна увага приділяється розробці рішень для бізнес-проблем, а не на проведенні розслідування їх впливу.

Інформаційні системи (ІС) зосереджені на емпіричному поясненні явищ реального світу. Як сказано, ІС мають фокус «орієнтованого на пояснення», на відміну від «орієнтованого на рішення» фокусу, який домінує в ЕІ. Дослідники ІС роблять зусилля, щоб пояснити явища прийняття та впливу ІТ в організаціях та суспільстві, застосовуючи емпіричний підхід. Для цього зазвичай проводяться та оцінюються якісні та кількісні емпіричні дослідження. На відміну від цього, дослідники ЕІ зосереджують головну увагу на створенні ІТ-рішень для проблем, які вони спостерігали або прийняли.
Ще одна мета в галузі економічної інформатики — тісна інтеграція між дослідженнями та навчанням, що слідують за ідеєю Гумбольдта. Отримані під час фактичних дослідницьких проектів вони стають частиною навчальних програм досить швидко, тому що більшість дослідників є одночасно і викладачами. Темпи науково-технічного прогресу в ЕІ досить швидкі, тому предмети, що навчаються, постійно переглядаються та доповнюються. У своїй еволюції дисципліна ЕІ досить молода. Тому важливо подолати важливі перешкоди для подальшого встановлення свого бачення.